# Godfried III van Raabs
Godfried III van Raabs (overleden rond 1160) was van 1143 tot 1160 burggraaf van Neurenberg. Hij behoorde tot het huis Raabs.

## Levensloop
Godfried III stamde uit het huis Raabs, een edelvrije familie dat het graafschap Raabs bestuurde en vernoemd werd naar hun burcht in Raabs an der Thaya in Neder-Oostenrijk. Zijn vader Godfried II van Raabs kreeg in 1105 samen met zijn jongere broer Koenraad I het burggraafschap Neurenberg toegewezen. Nadat zowel zijn vader in 1137 als zijn oom in 1143 waren overleden, erfde Godfried III het burggraafschap Neurenberg.
Rond het jaar 1160 overleed Godfried III zonder nakomelingen na te laten, waarna zijn neef Koenraad II hem opvolgde als burggraaf van Neurenberg. Toen Koenraad II in 1191 zonder mannelijke nakomelingen stierf, ging het burggraafschap naar het huis Hohenzollern.